# Andreza Antonio
Pour les articles homonymes, voir Antonio.
Andreza Antonio, née le 3 août 1997, est une judokate angolaise.

## Carrière
Andreza Antonio évolue dans la catégorie des moins de 57 kg. Elle est médaillée de bronze aux Championnats d'Afrique de judo 2023 à Casablanca ainsi qu'aux Championnats d'Afrique de judo 2024 au Caire, où elle est aussi médaillée de bronze par équipe mixte.
Elle est médaillée d'argent aux Championnats d'Afrique 2025 à Abidjan, s'inclinant en finale contre la Guinéenne Mariana Esteves ; elle remporte aussi la médaille de bronze par équipe mixte.